# Loch Morar
|  | Aquest article tracta sobre Morar, llac escocès. Vegeu-ne altres significats a «Morar». |

El loch Morar (en gaèlic escocès, loch Mhòrair) és un loch d'aigua dolça a Morar, Lochaber, Highland, Escòcia. És el cinquè llac per grandària d'Escòcia, amb una superfície de 26,7 km². També és el cos hídric d'aigua dolça més profund de les Illes Britàniques, amb una profunditat màxima de 310 metres.
El loch Morar és d'origen glacial amb vessants molt inclinats i una longitud de 19 km. Conté cinc illes de grandària apreciable.
Encara que l'única carretera al llarg del llac s'estén per no més de quatre milles al llarg de la costa septentrional, tots dos costats del llac van ser habitats en tota la seva longitud fins a principis del segle XX. L'emigració i la introducció del pasturatge d'ovelles i les finques d'esbarjo en lloc del pasturatge de bestiar tradicional va portar a l'abandó de tots els assentaments en la costa meridional i d'aquells en el nord-est de Bracorina. Kinlochmorar, a l'extrem del llac, va ser habitada per última vegada al voltant de l'any 1920 i Swordland Lodge, en el punt mitjà de la riba septentrional i a nivell amb la part més profunda del llac, no ha estat més que un lloc d'estiueig des de 1969.
En comú amb llac Ness, a vegades de parla de grans criatures sense identificar en les aigües del llac. El monstre ha estat anomenat Morag pels locals.
El llac va ser en el passat famós per la seva prolífica pesca de salmó i truita, però el mateix que altres sistemes d'aigua dolça en el nord-oest d'Escòcia, aquesta pesca ha quedat erradicada en gran manera, i en molts casos genotips únics s'han extingit, a causa de la contaminació biològica en forma de polls paràsits de piscifactories marines de salmó.
El Departament d'Energia atòmica del Ministeri de Foment va construir una estació en el llac Morar l'any 1947.